# Vincent Venera
Vincent Venera (* 17. března 1958) je český zpěvák a básník. Působil jako frontman kapely Svatý Vincent, která v roce 1990 vydala stejnojmenné album a o rok později album Tančete na hrobech! Ve svých textech se Venera věnoval netypickým tématům, v jedné písni například zpíval „Bez komoušů homoušů, životem se prokoušu.“ V roce 1990 vyšla kniha jeho výroků nazvaná Tak pravil Vincent. Rovněž publikoval sbírku Absolutní cesta.

## Život
Na začátku 80. let emigroval do Spojených států, kde byl zatčen za tuláctví. Po návratu do Československa byl zadržen Státní bezpečností. V 80. letech se pohyboval v prostředí českého undergroundu. Několikrát byl zatčen Veřejnou bezpečností a umístěn na psychiatrii. Ve svém díle se o něm zmiňuje například Egon Bondy. Po roce 1989 strávil řadu let v psychiatrickém zařízení.

## Odkaz
V roce 2016 začala hrát kapela Venera Revival, která hrála Venerovy písně. Jejími členy byli zpěvák Lou Fanánek Hagen, kytaristé Petr Štěpán a Josef Karafiát, baskytarista Vladimír Kočandrle a bubeník Roman Holý.